# Solenofilomorpha guaymensis
Solenofilomorpha guaymensis är en plattmaskart som beskrevs av Crezee 1975. Solenofilomorpha guaymensis ingår i släktet Solenofilomorpha och familjen Solenofilomorphidae. Inga underarter finns listade i Catalogue of Life.